# Yoav
Yoav Sadan, noto solo come Yoav (Tel Aviv, 15 ottobre 1979), è un cantautore israeliano.

## Biografia
È di origine rumena ed è cresciuto in Sudafrica.
Ha esordito con il primo album nel 2008.
Una sua versione del brano Where Is My Mind? interpretato insieme a Emily Browning è stata inserita nella colonna sonora del film Sucker Punch (2011).

## Discografia
Album
- 2008 - Charmed and Strange
- 2010 - A Foolproof Escape Plan
- 2011 - Sucker Punch (colonna sonora)
- 2012 - Blood Vine